# کورکور سرخاکستری
کورکور سرخاکستری (نام علمی: Leptodon cayanensis) پرنده‌ای شکاری است که در جنگل‌های باز و جنگل‌های باتلاقی یافت می‌شود. از سردهٔ لپتودون با کورکور یقه‌سفید کمیاب مشترک است. از شرق مکزیک و ترینیداد در جنوب تا پرو، بولیوی، برزیل و شمال آرژانتین زادآوری می‌کند.